# Allium melananthum
Allium melananthum là một loài thực vật có hoa trong họ Amaryllidaceae. Loài này được Coincy mô tả khoa học đầu tiên năm 1895.

## Phân bố
Đây là loài bản địa ở các vùng ven biển phía đông nam của Tây Ban Nha.

## Hình ảnh

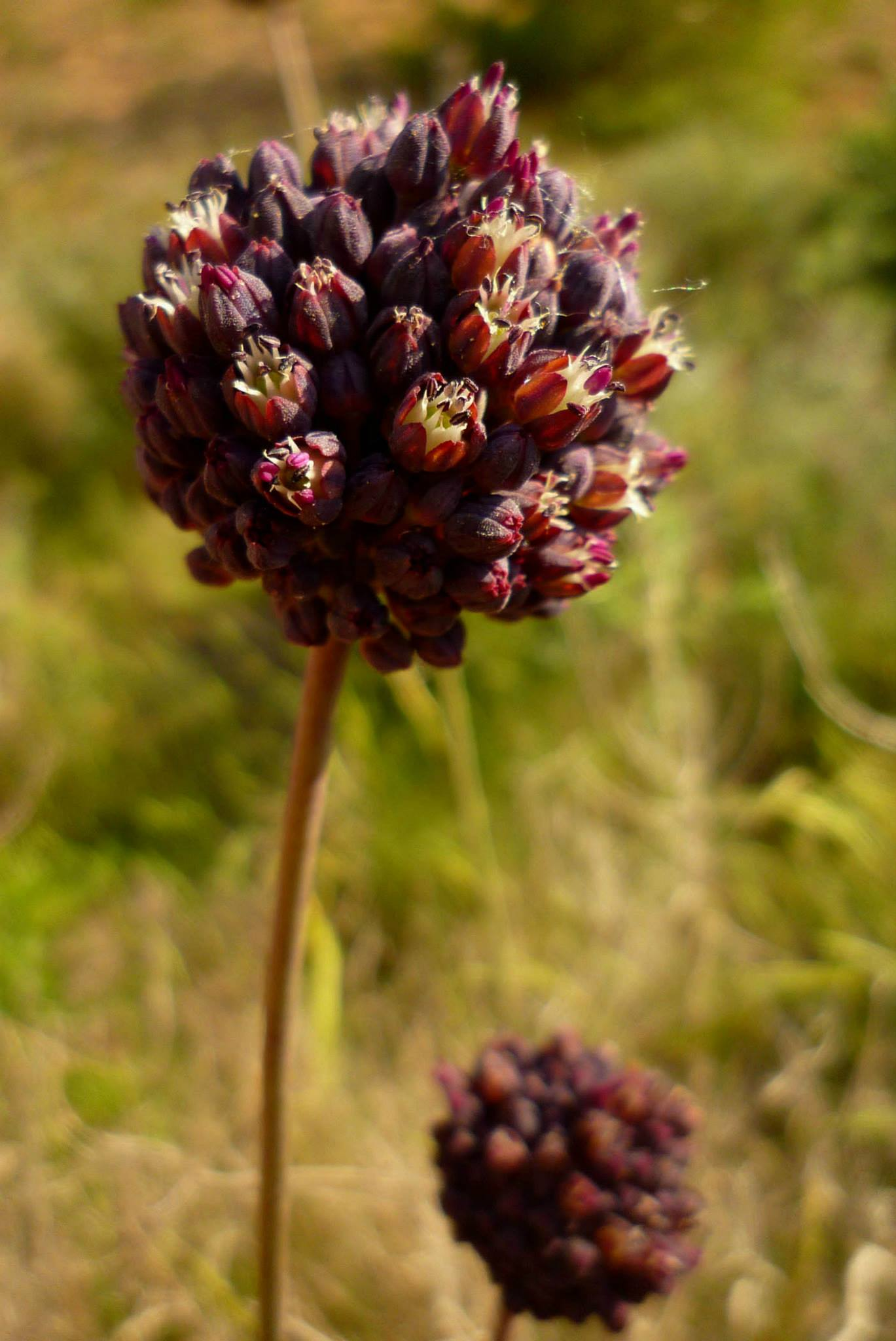